# IC 2581
IC 2581 ist ein offener Sternhaufen vom Trumpler-Typ I3m im Sternbild Kiel des Schiffs, der eine scheinbare Helligkeit von +4,3 mag hat. Das Objekt wurde im Jahre 1893 von Edward Charles Pickering entdeckt.